# Presidente Nereu
Presidente Nereu är en kommun i Brasilien.   Den ligger i delstaten Santa Catarina, i den södra delen av landet, 1 300 km söder om huvudstaden Brasília. Antalet invånare är 2 284.
I omgivningarna runt Presidente Nereu växer i huvudsak städsegrön lövskog. Runt Presidente Nereu är det glesbefolkat, med 11 invånare per kvadratkilometer.